# 阿拉納山脈

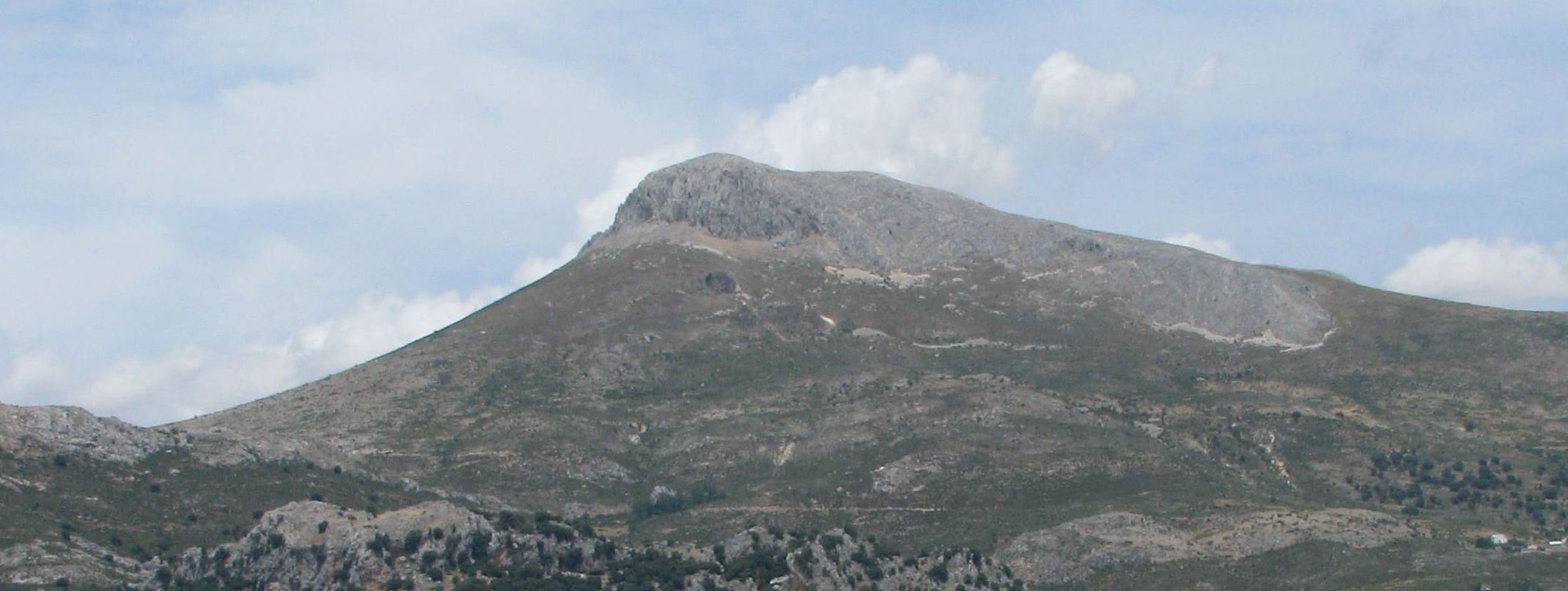

37°20′N 3°30′W / 37.333°N 3.500°W
阿拉納山脈（西班牙語：Sierra Arana），是西班牙的山脈，位於該國南部格拉納達省，屬於薩貝蒂科山脈的一部分，長510公里、寬60公里，最高點海拔高度2,027米，山體由石灰岩組成。